# Batalha de Lingones
A Batalha de Lingones foi travada em 298 entre o Império Romano, liderado pelo césar Constâncio Cloro, e os alamanos, que foram derrotados.

## Batalha
As fontes sobre o confronte dividem-no em duas fases. Inicialmente, os alamanos se saíram melhor, surpreendendo Constâncio à frente de um pequeno contingente em campo aberto e forçando-o a se refugiar na cidade de Lingones (moderna Langres, na França). Quando ele chegou às portas da cidade, os cidadãos se recusaram a abrir os portões e ele foi obrigado a subir as muralhas içado por uma corda mesmo estando ferido. Ao saber da dura condição de seu comandante, as tropas romanas da região correram para Lingoes e infligiram pesadas perdas aos alamanos.

### Fonte primária
- Eutrópio, Breviarium ab Urbe condita, IX.23.